# Guglielmo Borsiere

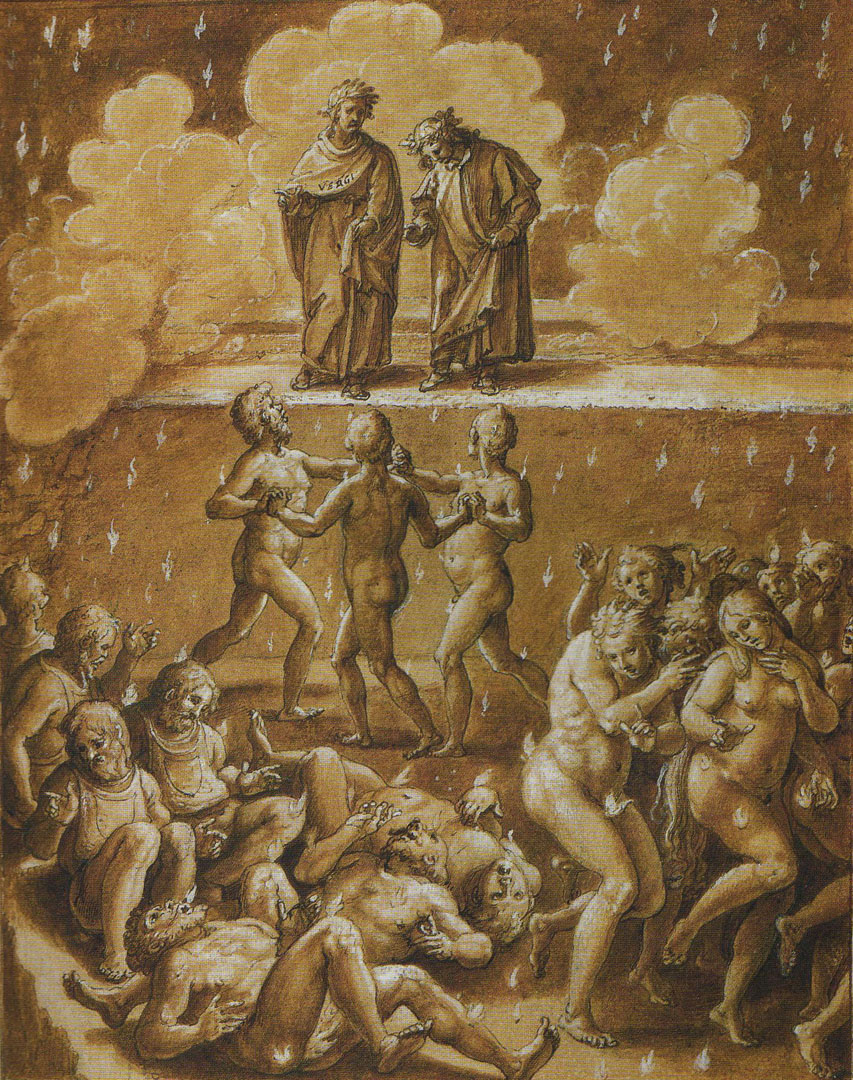
Ilustración del infierno de la Divina Comedia de Dante, Canto 16

Guglielmo Borsiere, Guiglielmo en la grafía originaria (... – ...), es un personaje probablemente que vivió realmente pero del cual no se tiene ninguna información histórica cierta. Sin embargo él es citado tanto por Dante Alighieri como por Giovanni Boccaccio.

...Guillermo Borsiere, que con nosotros

sufre desde hace poco, y va con los otros,

tanto con sus historias nos tortura.
Dante Alighieri, Inf. XVI v. 70-72

## En laDivina Comedia
En el Infierno, Canto XVI v. 70, Jacopo Rusticucci está preguntando a Dante sobre Florencia, porque otro pecador florentino (nos encontramos en el giro de los sodomitas) que llegó hace poco, justamente Guglielmo Borsiere, llevó pésimas noticias que lo hicieron preocuparse. Los comentadores antiguos a este pasaje, además de deducir la fecha de muerte cercana a la fecha del viaje imaginario (1300), agregaron que se trataba de un hombre de corte recordado como liberal y generoso. No habría motivos en este pasaje de agregar un personaje de fantasía (quizás sacado de la literatura) por lo que la falta de datos de archivo no nos autoriza a pensar la inexistencia real de esta figura. Algunos pusieron su figura como la de mensajero de la mala situación florentina con otro cortesano famosos, Ciacco, quien es el primero en hablar de Florencia en la Divina Comedia (Inf. VI).

## En elDecamerón
Boccaccio recuperó a este personaje para una novela corta del Decamerón (día 1, novela 8). En la historia se describe de como este cortesano florentino, llegado a Génova en lo del riquísimo y avarísimo Ermino de' Grimaldi, da la ocasión a Boccaccio para lodar a los cortesanos de un tiempo y como había decaído esta profesión en sus días. 
Erminio llevó a Guglielmo con otros genoveses a visitar una casa nueva, pidiendo al cortesano, que había "visto y escuchado muchas cosas", qué podía hacer pintar sobre la pared de una gran sala. A lo que Guglielmo le puso un tajante consejo: "Haz pintar la Cortesía", que avergonzó al hombre rico y lo hizo cambiar de vida.

Y de entonces en adelante (con tal virtud fueron dichas las palabras de Guiglielmo) fue el más liberal y más generoso gentilhombre y el que honró a los forasteros y a los ciudadanos más que ningún otro que hubiera en Génova en su tiempo.
Decamerón, día 1, novela 8, 18